# Mistrovství Evropy v rychlobruslení 2015
Mistrovství Evropy v rychlobruslení 2015 se konalo ve dnech 10. a 11. ledna 2015 v rychlobruslařské hale Uralskaja molnija v ruském Čeljabinsku. Jednalo se o 26. společné mistrovství Evropy a celkově o 40. evropský ženský šampionát a 109. mistrovství Evropy pro muže. Z předchozího šampionátu obhajovala titul pouze Nizozemka Ireen Wüstová, neboť její krajan Jan Blokhuijsen na mistrovství nestartoval.
V Čeljabinsku získala čtvrtý titul mistryně Evropy Nizozemka Ireen Wüstová. Mezi muži posedmé vyhrál její reprezentační kolega Sven Kramer.
Českou výpravu tvořily Martina Sáblíková a Nikola Zdráhalová.
| Program                                       | Program                                           |
| --------------------------------------------- | ------------------------------------------------- |
| 10. ledna                                     | 11. ledna                                         |
| 500 m ženy 500 m muži 3000 m ženy 5000 m muži | 1500 m ženy 1500 m muži 5000 m ženy 10 000 m muži |

## Muži
Mužského mistrovství Evropy se zúčastnilo celkem 21 závodníků z následujících zemí: Nizozemsko (3), Norsko (3), Itálie (2), Polsko (2), Rusko (2), Belgie (1), Bělorusko (1), Dánsko (1), Lotyšsko (1), Maďarsko (1), Německo (1), Rakousko (1), Švédsko (1), Švýcarsko (1).
| Pořadí           | Jméno                 | Země       | 500 m       | 5000 m        | 1500 m        | 10 000 m      | Počet bodů |
| ---------------- | --------------------- | ---------- | ----------- | ------------- | ------------- | ------------- | ---------- |
| Zlatá medaile    | Sven Kramer           | Nizozemsko | 37,03 (10.) | 6:17,32 (1.)  | 1:47,41 (5.)  | 13:07,27 (1.) | 149,928    |
| Stříbrná medaile | Koen Verweij          | Nizozemsko | 36,20 (1.)  | 6:23,86 (4.)  | 1:46,28 (2.)  | 13:21,90 (5.) | 150,107    |
| Bronzová medaile | Denis Juskov          | Rusko      | 36,49 (4.)  | 6:27,43 (6.)  | 1:46,22 (1.)  | 13:21,15 (4.) | 150,696    |
| 4.               | Sverre Lunde Pedersen | Norsko     | 36,88 (9.)  | 6:22,98 (3.)  | 1:47,32 (4.)  | 13:16,27 (2.) | 150,764    |
| 5.               | Bart Swings           | Belgie     | 37,06 (11.) | 6:26,42 (5.)  | 1:47,08 (3.)  | 13:21,06 (3.) | 151,448    |
| 6.               | Wouter olde Heuvel    | Nizozemsko | 36,85 (8.)  | 6:22,32 (2.)  | 1:49,30 (9.)  | 13:24,95 (6.) | 151,762    |
| 7.               | Haralds Silovs        | Lotyšsko   | 36,79 (7.)  | 6:31,68 (7.)  | 1:47,54 (6.)  | 14:02,15 (8.) | 153,911    |
| 8.               | Danil Sinicin         | Rusko      | 37,33 (14.) | 6:32,61 (8.)  | 1:48,81 (8.)  | 13:50,40 (7.) | 154,381    |
| 9.               | Jan Szymański         | Polsko     | 36,47 (3.)  | 6:36,49 (11.) | 1:48,47 (7.)  | —             | 112,275    |
| 10.              | Håvard Bøkko          | Norsko     | 36,54 (5.)  | 6:33,97 (9.)  | 1:49,43 (10.) | —             | 112,413    |
| 11.              | Andrea Giovannini     | Itálie     | 37,38 (16.) | 6:39,04 (12.) | 1:50,47 (15.) | —             | 114,107    |
| 12.              | Piotr Puszkarski      | Polsko     | 37,18 (12.) | 6:45,17 (14.) | 1:50,03 (13.) | —             | 114,373    |
| 13.              | Simen Spieler Nilsen  | Norsko     | 36,73 (6.)  | 6:48,95 (17.) | 1:50,39 (14.) | —             | 114,421    |
| 14.              | Bram Smallenbroek     | Rakousko   | 37,35 (15.) | 6:49,74 (18.) | 1:49,52 (11.) | —             | 114,830    |
| 15.              | Luca Stefani          | Itálie     | 37,72 (18.) | 6:44,61 (13.) | 1:51,00 (16.) | —             | 115,181    |
| 16.              | Konrád Nagy           | Maďarsko   | 37,28 (13.) | 6:53,53 (19.) | 1:49,94 (12.) | —             | 115,279    |
| 17.              | Jonas Pflug           | Německo    | 38,47 (19.) | 6:36,45 (10.) | 1:52,32 (17.) | —             | 115,555    |
| 18.              | Vitalij Michajlov     | Bělorusko  | 37,47 (17.) | 6:45,82 (15.) | 1:52,68 (18.) | —             | 115,612    |
| 19.              | David Andersson       | Švédsko    | 36,27 (2.)  | 7:19,90 (21.) | 1:53,60 (19.) | —             | 118,126    |
| 20.              | Viktor-Hald Thorup    | Dánsko     | 38,74 (20.) | 6:57,83 (20.) | 1:53,95 (20.) | —             | 118,506    |
| 21.              | Martin Hänggi         | Švýcarsko  | 39,87 (21.) | 6:47,57 (16.) | 1:57,42 (21.) | —             | 119,767    |

## Ženy
Ženského mistrovství Evropy se zúčastnilo celkem 18 závodnic z následujících zemí: Nizozemsko (3), Rusko (3), Česko (2), Německo (2), Norsko (2), Polsko (2), Belgie (1), Bělorusko (1), Estonsko (1), Švédsko (1).
| Pořadí           | Jméno                | Země       | 500 m       | 3000 m        | 1500 m        | 5000 m       | Počet bodů |
| ---------------- | -------------------- | ---------- | ----------- | ------------- | ------------- | ------------ | ---------- |
| Zlatá medaile    | Ireen Wüstová        | Nizozemsko | 39,24 (1.)  | 4:07,49 (2.)  | 1:56,05 (1.)  | 7:05,63 (2.) | 161,734    |
| Stříbrná medaile | Martina Sáblíková    | Česko      | 40,06 (6.)  | 4:05,23 (1.)  | 1:58,24 (3.)  | 7:00,70 (1.) | 162,414    |
| Bronzová medaile | Linda de Vriesová    | Nizozemsko | 40,05 (5.)  | 4:07,50 (3.)  | 1:58,33 (4.)  | 7:09,52 (4.) | 163,695    |
| 4.               | Olga Grafová         | Rusko      | 40,60 (8.)  | 4:08,93 (4.)  | 1:58,60 (5.)  | 7:09,10 (3.) | 164,531    |
| 5.               | Jorien Voorhuisová   | Nizozemsko | 40,11 (7.)  | 4:10,94 (5.)  | 1:59,01 (6.)  | 7:14,00 (5.) | 165,003    |
| 6.               | Ida Njåtunová        | Norsko     | 39,66 (2.)  | 4:11,33 (6.)  | 1:58,09 (2.)  | 7:21,82 (7.) | 165,093    |
| 7.               | Natalja Voroninová   | Rusko      | 40,64 (9.)  | 4:13,60 (8.)  | 2:01,69 (8.)  | 7:20,66 (6.) | 167,535    |
| 8.               | Julija Skokovová     | Rusko      | 39,72 (3.)  | 4:13,02 (7.)  | 1:59,27 (7.)  | 7:58,60 (8.) | 169,506    |
| 9.               | Isabell Ostová       | Německo    | 41,15 (12.) | 4:18,41 (11.) | 2:02,04 (9.)  | —            | 124,898    |
| 10.              | Katarzyna Woźniaková | Polsko     | 41,16 (13.) | 4:16,43 (9.)  | 2:03,29 (10.) | —            | 124,994    |
| 11.              | Jelena Peetersová    | Belgie     | 41,48 (14.) | 4:16,96 (10.) | 2:03,51 (12.) | —            | 125,476    |
| 12.              | Marina Zujevová      | Bělorusko  | 41,03 (11.) | 4:19,21 (12.) | 2:04,21 (14.) | —            | 125,634    |
| 13.              | Hege Bøkková         | Norsko     | 39,89 (4.)  | 4:29,88 (17.) | 2:03,42 (11.) | —            | 126,010    |
| 14.              | Jennifer Bayová      | Německo    | 41,75 (16.) | 4:19,46 (13.) | 2:03,53 (13.) | —            | 126,169    |
| 15.              | Aleksandra Gossová   | Polsko     | 41,49 (15.) | 4:19,92 (14.) | 2:04,46 (15.) | —            | 126,296    |
| 16.              | Nikola Zdráhalová    | Česko      | 40,97 (10.) | 4:21,37 (15.) | 2:06,77 (16.) | —            | 126,787    |
| 17.              | Saskia Alusaluová    | Estonsko   | 42,89 (18.) | 4:22,66 (16.) | 2:07,39 (17.) | —            | 129,129    |
| 18.              | Eva Lagrangeová      | Švédsko    | 42,11 (17.) | 4:31,95 (18.) | 2:08,72 (18.) | —            | 130,341    |